# Degermossen (sumpmark i Finland, Nyland, lat 60,21, long 24,35)
Degermossen är en sumpmark i Finland. Den ligger i Kyrkslätt i landskapet Nyland, i den södra delen av landet, 30 km väster om huvudstaden Helsingfors.